# Asamblea Uruguay
Asamblea Uruguay es un sector progresista del partido político uruguayo Frente Amplio, liderado por el exministro de Economía y Finanzas y exvicepresidente de la República, Danilo Astori. Otros dirigentes destacados de esta agrupación son Alfredo Asti Carli, José Carlos Mahía, Carlos Baráibar, Luis José Gallo y Carlos Varela Nestier. El sector se identifica con la lista 2121.

## Historia
Fundado el 19 de mayo de 1994, por iniciativa del entonces senador frenteamplista independiente Danilo Astori, quien había tenido una destacadísima actuación parlamentaria como opositor al gobierno de Luis Alberto Lacalle. Muchos vieron en él a una interesante figura de reemplazo del liderazgo del ya anciano Líber Seregni. Entonces, Astori reunió a varios militantes frenteamplistas independientes, como también procedentes de otras tiendas frenteamplistas como Democracia Avanzada. En las elecciones de noviembre de 1994 logran una nutrida bancada, equivalente a medio Frente Amplio.
Durante la segunda presidencia de Julio María Sanguinetti, Asamblea Uruguay mantuvo una actitud constructiva, afín con el clima de coalición de gobierno que propiciara el nacionalista Alberto Volonté. De hecho, este sector mantuvo una constante actitud de diálogo con el gobierno colorado, si bien en varias ocasiones terminó votando en contra por mera disciplina con el resto del Frente Amplio, como fue el caso de la reforma de la seguridad social que instauró las AFAP o la reforma constitucional de 1996. Además, en 1996 tuvo el primer presidente de la Cámara de Diputados perteneciente a un partido no tradicional, Carlos Baráibar.[cita requerida]
En el 99 Se repitió el Precandidato
En el gobierno de Jorge Batlle, Asamblea Uruguay fue uno de los sectores que más propiciaron el clima de acercamiento en busca de una salida a la crisis bancaria del año 2002.
Durante la presidencia de Tabaré Vázquez, Asamblea Uruguay aportó un ministro de Economía en la persona de Danilo Astori.
De cara a las elecciones internas de 2009, Asamblea Uruguay respaldó la precandidatura presidencial de su líder Danilo Astori.
A fines de agosto de 2009, Asamblea Uruguay se integró al Frente Liber Seregni, junto con la Alianza Progresista, el Nuevo Espacio y otras agrupaciones.
En las elecciones parlamentarias de octubre, Asamblea Uruguay obtuvo tres senadores y seis diputados.